# Chlorek cyny(IV)
Chlorek cyny(IV) (dawniej: chlorek cynowy, SnCl4) – nieorganiczny związek chemiczny, sól kwasu solnego i cyny na IV stopniu utlenienia.
Wytwarza się go w reakcji gazowego chloru z cyną. W temperaturze pokojowej jest bezbarwnym płynem, który „dymi” w kontakcie z powietrzem, wydzielając szczypiący zapach. Sól pięciowodna tworzy białożółte kryształy i rozkłada się po podgrzaniu do 56 °C.
Chlorek cyny(IV) miesza się w dowolnym stosunku z czterochlorkiem węgla. Rozpuszcza również wiele substancji nieorganicznych, takich jak fosfor i jod, a także różne jodki.
Bezwodny chlorek cyny(IV) jest kwasem Lewisa i może być wykorzystywany jako katalizator kwasowy w reakcji Dielsa-Aldera. Z zimną wodą ulega hydrolizie, z gorącą ulega rozkładowi. W kwasie solnym i roztworach chlorków występuje jako SnCl62−. Skrajnie silnie drażni skórę, wydzielając w kontakcie z nią chlorowodór.
Chlorek cyny(IV) został otrzymany po raz pierwszy przez alchemika Libaviusa w 1605 roku. W trakcie I wojny światowej był używany jako broń chemiczna.
Jest materiałem wyjściowym dla związków metaloorganicznych cyny.